# Doxocopa marse
Doxocopa marse är en fjärilsart som beskrevs av Charles Andreas Geyer 1832. Doxocopa marse ingår i släktet Doxocopa och familjen praktfjärilar. Inga underarter finns listade i Catalogue of Life.